# 查哈阳乡
查哈阳乡，是中华人民共和国黑龙江省齐齐哈尔市甘南县下辖的一个乡镇级行政单位。

## 行政区划
查哈阳乡下辖以下地区：
灯塔村、幸福村、朝阳村、曙光村、富国村和黎明村。